# Bomolocha evanidalis
Bomolocha evanidalis là một loài bướm đêm trong họ Noctuidae.